# Amber Rutter
Amber Jo Rutter, född Hill den 21 augusti 1997, är en brittisk sportskytt.

## Karriär
Vid olympiska sommarspelen 2024 i Paris tog Rutter silver i skeet.